# Michal Gašparík
Michal Gašparík (* 19. prosince 1981 v Trnavě) je slovenský fotbalový záložník, od července 2015 působící v MFK Skalica. Mimo Slovensko působil v Česku a Polsku. Jeho otec Michal Gašparík byl ligový fotbalista Spartaku Trnava.

## Klubová kariéra
Svoji fotbalovou kariéru začal v Trnavě, kde prošel prošel všemi mládežnickými kategoriemi a v roce 1999 se propracoval do prvního týmu, odkud v létě 2005 odešel na hostování do Sence. V zimním přestupovém období sezony 2005/06 zamířil na své první zahraniční angažmá do Mostu. V létě 2007 podepsal Teplice. V roce 2010 hostoval v Dunajské Stredě. Před podzimní částí ročníku 2010/11 se stal hráčem Górnik Zabrze a po roce se vrátil zpět do Trnavy, kam po skončení jarní části přestoupil. Po podzimu 2012 zavítal podruhé do Dunajské Stredy, kam po půl roce přestoupil. V zimě 2013 v mužstvu skončil a vrátil se potřetí do Trnavy. V létě 2014 podepsal kontrakt s Borčicemi. Před jarní částí sezony 2014/15 zamířil do Gabčíkova. V červenci 2015 podepsal po úspěšných testech smlouvu s tehdejším nováčkem nejvyšší soutěže MFK Skalica.